# Bloedbad van Deerfield
Het Bloedbad van Deerfield (Engels: Deerfield massacre) was de uitmoording van een kolonisten-nederzetting in Deerfield (Massachusetts) door Franse en Indiaanse soldaten op 29 februari 1704. De kolonie was toen in handen van de Engelsen en werd bij het aanvangen van de dag geplunderd. De aanval werd uitgevoerd tijdens de Oorlog van koningin Anne, als uitloper van de Spaanse Successieoorlog in Noord-Amerika. Sommige van de gevangenen keerden terug naar New England, andere bleven achter in Quebec.